# Anathallis gehrtii
Anathallis gehrtii är en orkidéart som först beskrevs av Frederico Carlos Hoehne och Schltr., och fick sitt nu gällande namn av Fábio de Barros. Anathallis gehrtii ingår i släktet Anathallis och familjen orkidéer. Inga underarter finns listade i Catalogue of Life.